# احمد قریع
احمد قریع معروف به ابوعلا (متولد ۲۶ مارس ۱۹۳۷ – درگذشته ۲۲ فوریه ۲۰۲۳) سیاست‌مدار فلسطینی بود که بین سال‌های ۲۰۰۳ تا ۲۰۰۶ نخست‌وزیر حکومت خودگردان فلسطین بود. قریع از دهه ۱۹۷۰ به بعد از شخصیت‌های کلیدی جنبش فتح و سازمان آزادی‌بخش فلسطین محسوب می‌شود.

## نظرات
قریع در سال ۲۰۰۴ گفته بود که در صورتی که اسرائیل نتواند با فلسطینیان به توافق برسد، فلسطینیان خواستار یک دولت واحد دوملتی خواهند شد. وی در سال ۲۰۱۲ در مقاله‌ای در روزنامه القدس العربی از فلسطینیان خواست که چاره دوکشوری را رها کرده و به جای آن به سراغ راه‌حل تک‌کشوری بروند. وی اسرائیل را متهم کرده که از طریق شهرک‌سازی راه حل دوکشوری را «سر بریده» و «به خاک سپرده» است.